# 7049 Мейбом
7049 Мейбом (7049 Meibom) — астероїд головного поясу, відкритий 24 жовтня 1981 року.
Тіссеранів параметр щодо Юпітера — 3,623.